# 彭尼喬 (佛羅里達州)
彭尼喬（英語：Pennychaw）是位於美國佛羅里達州福祿喜雅縣的一個非建制地區。該地的面積和人口皆未知。

## 地理
彭尼喬的座標為29°47′56″N 81°00′20″W / 29.79889°N 81.00556°W，而該地的平均海拔高度為5米（即16英尺）。